# Ludwigia sedioides
Ludwigia sedioides, conocida en inglés como mosaic flower, flor mosaico, es una especie de planta herbácea perenne de la familia Onagraceae. Tiene flores amarillas, que florecen de junio a agosto. Endémica de Brasil y de Venezuela, su hábitat incluye sitios húmedos, inundables.

## Especie invasora en España
Debido a su potencial colonizador y constituir una amenaza grave para las especies autóctonas, los hábitats o los ecosistemas, esta especie ha sido incluida en el Catálogo Español de Especies exóticas Invasoras, aprobado por Real Decreto 630/2013, de 2 de agosto.